# 盧沙澤斯
13°42′04″S 19°51′36″E / 13.70111°S 19.86000°E
盧沙澤斯（葡萄牙語：Luchazes），是安哥拉的城鎮，位於該國東部，由莫希科省負責管轄，南鄰馬溫加和奎托夸納瓦萊，面積43,344平方公里，2014年人口13,649，人口密度每平方公里0.3人。